# Libelloides macaronius
Libelloides macaronius är en insektsart som först beskrevs av Giovanni Antonio Scopoli 1763.  Libelloides macaronius ingår i släktet Libelloides och familjen fjärilsländor. Inga underarter finns listade i Catalogue of Life.

## Bildgalleri

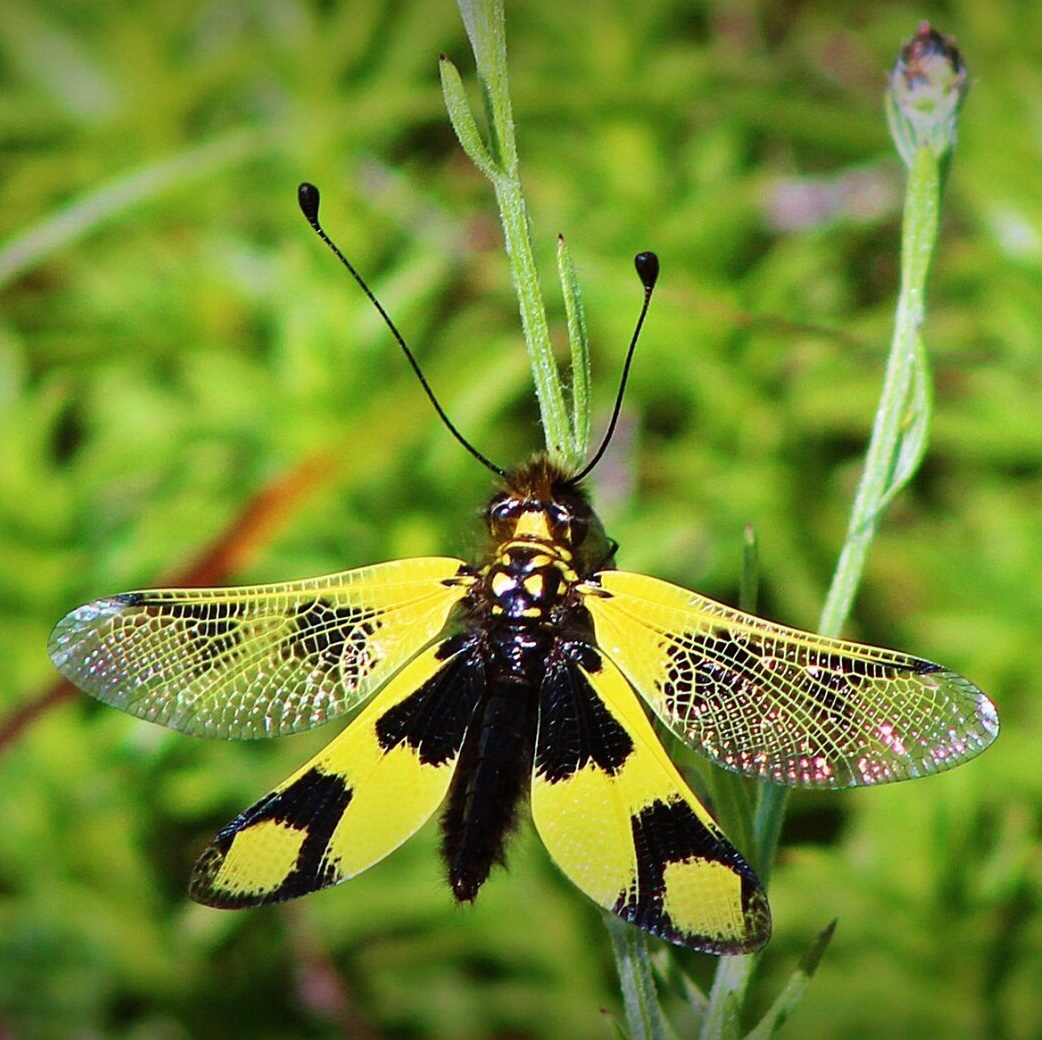
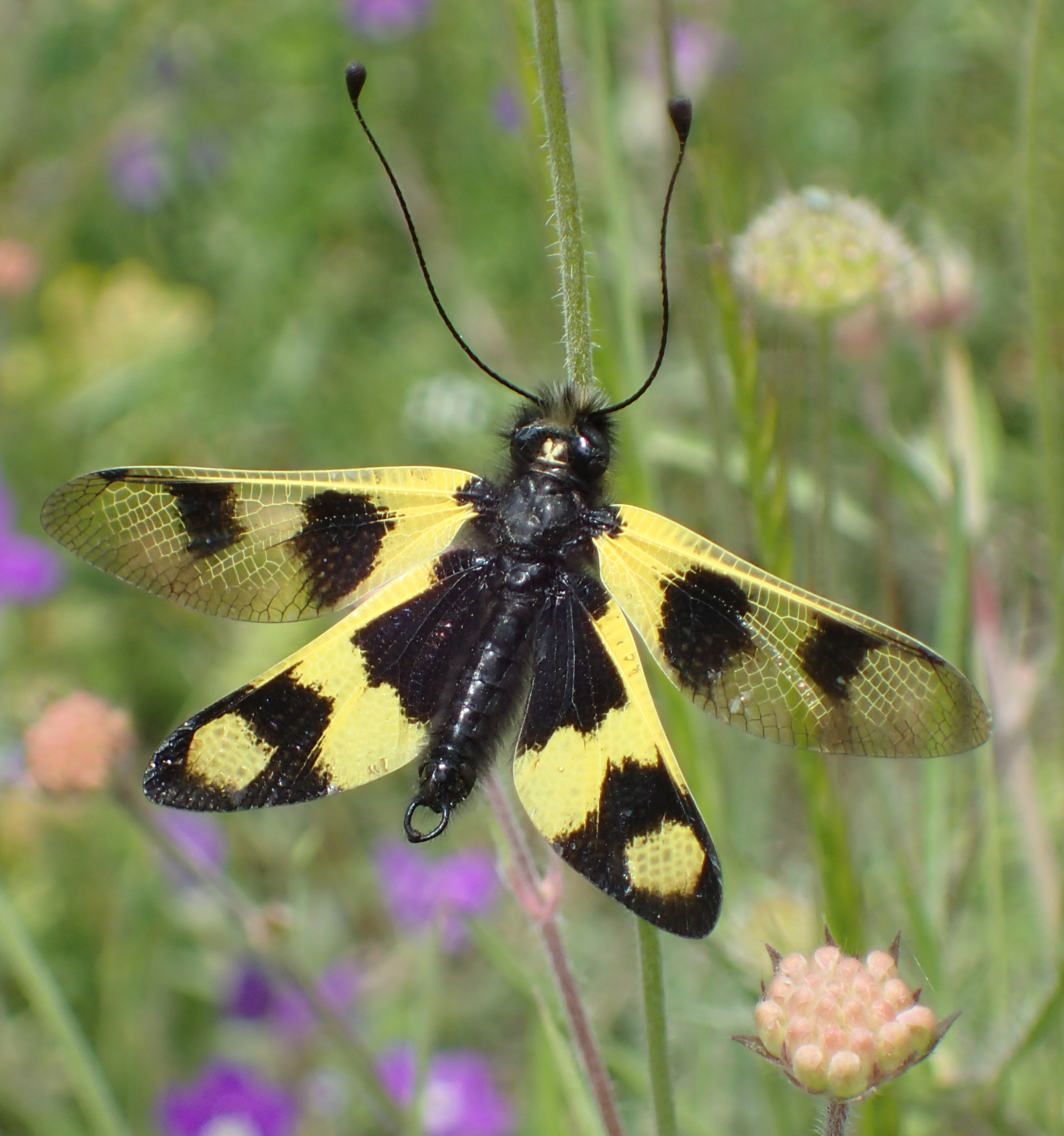
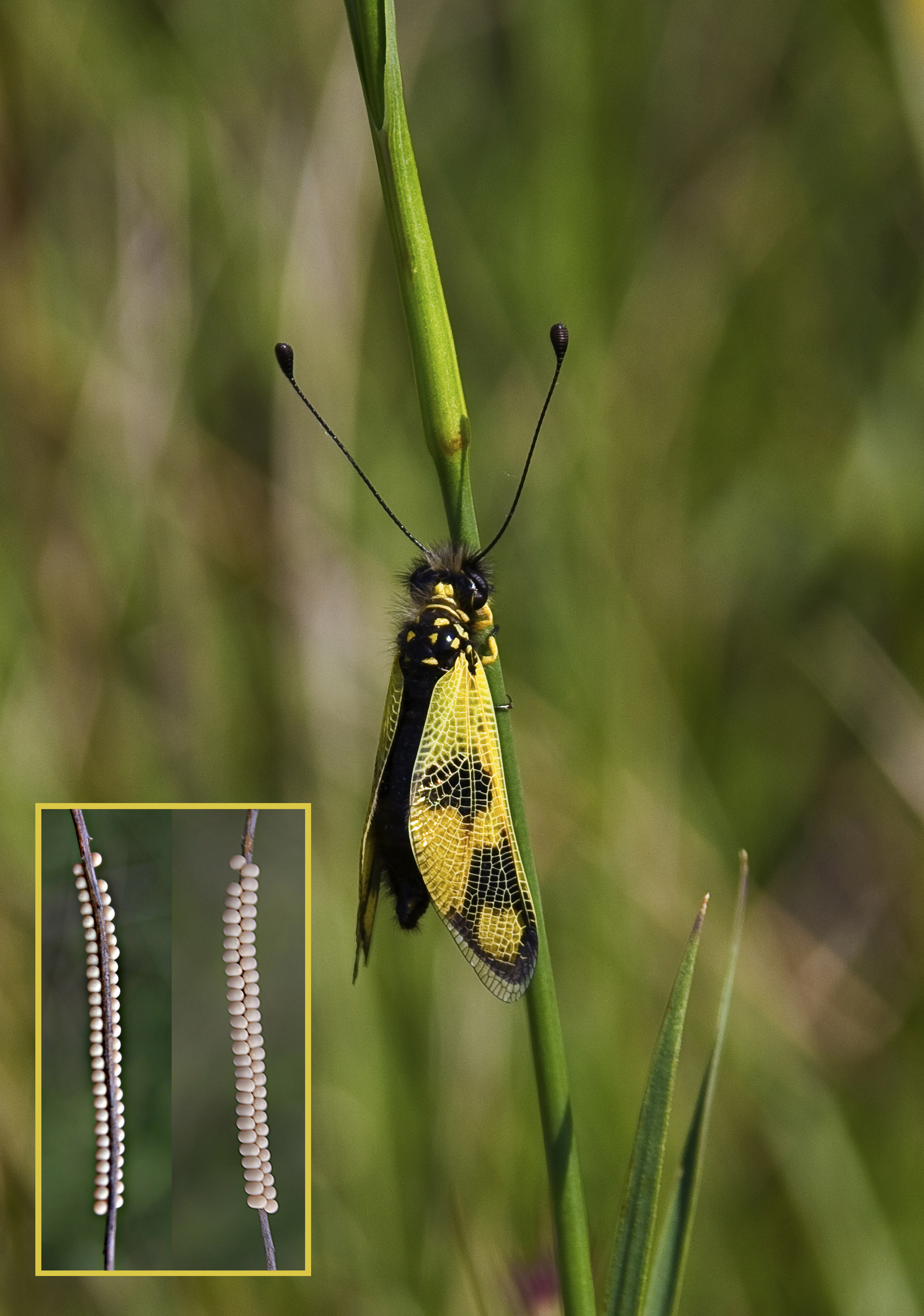
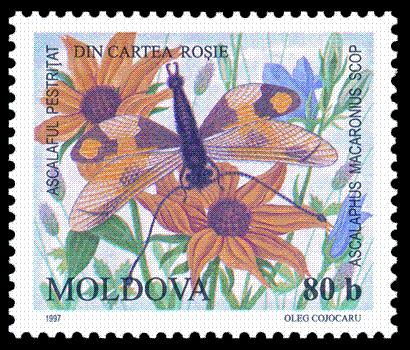